# Asperiscala cookeana
Asperiscala cookeana är en snäckart som först beskrevs av Dall 1917.  Asperiscala cookeana ingår i släktet Asperiscala och familjen vindeltrappsnäckor. Inga underarter finns listade i Catalogue of Life.